# Pilea myriophylla
Pilea myriophylla es una especie de planta del género Pilea, perteneciente a la familia Urticaceae.

## Taxonomía
Pilea myriophylla fue descrita por Ellsworth Paine Killip en 1936.

## Distribución
Se encuentra en el territorio de Colombia, Ecuador y Perú.